# 薩蘭加尼省

薩蘭加尼省

薩蘭加尼省，菲律賓華人称沙蘭彥尼省或沙蘭顏尼省，是一個位於菲律賓民答那峨島的省份。首府為亞拉未（Alabel Municipality，阿拉貝爾鎮）。
根據地圖顯示方位，其位於民答那峨島的南部，向北的位置為南哥打巴托省；向西的位置為蘇丹庫達拉省；向東的位置為南達沃省；向南的位置則是面對蘇祿海。

## 簡介
- 隸屬地區：SOCCSKSARGEN
- 時區：GMT+8
- 使用語言：英語、他加祿語、宿霧語、Hiliganon
- 人口：475,514人[3]
- 面積：3,601.3平方公里